# Malomsok
Malomsok è un comune dell'Ungheria di 576 abitanti (dati 2001). È situato nella contea di Veszprém.